# Tours jumelles

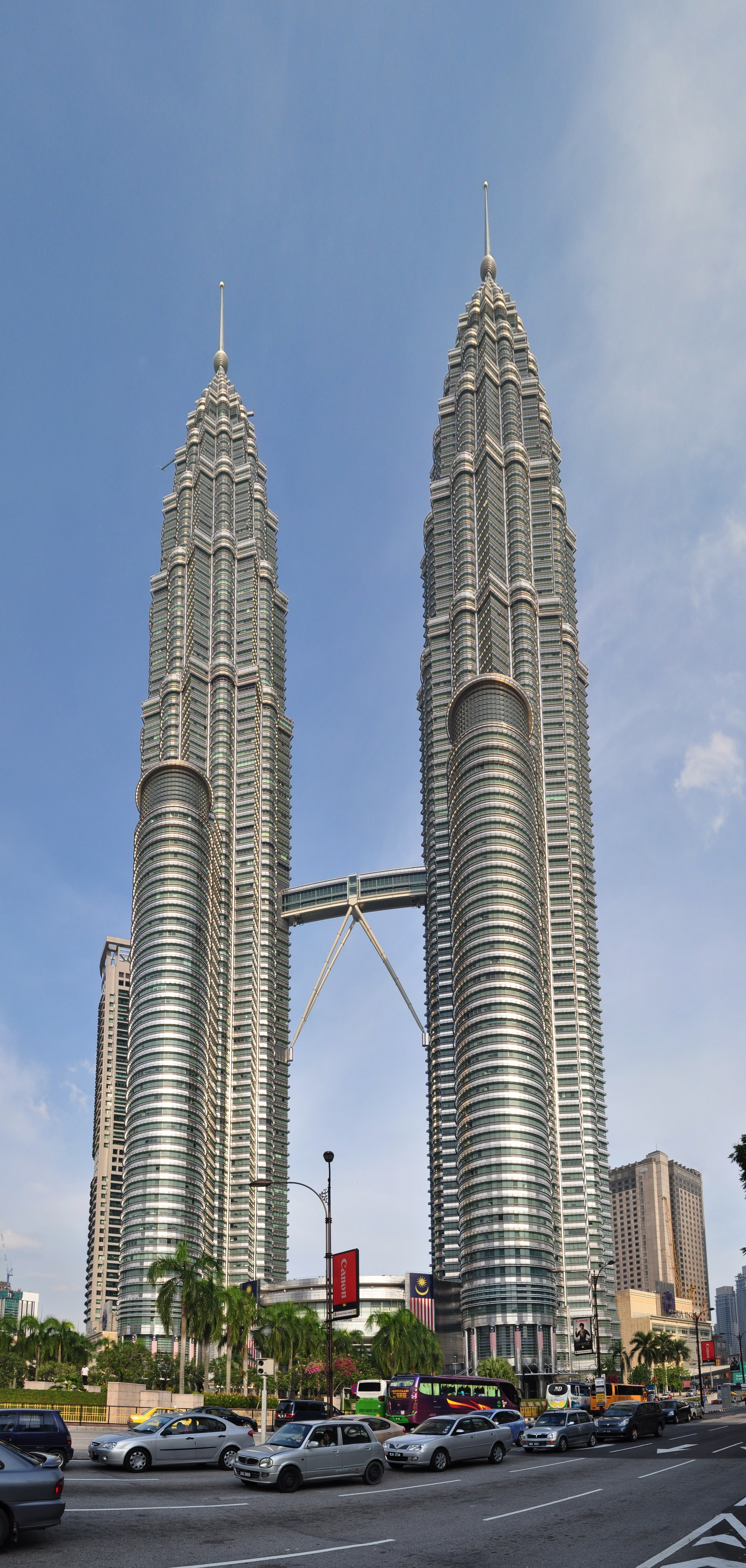
Les tours Petronas sont les plus hautes tours jumelles au monde.

Des tours jumelles sont deux immeubles identiques voisins de grande hauteur.

## Exemples de tours jumelles
- les tours du World Trade Center (WTC1 et WTC2) à New York (toutes deux détruites lors des attentats du 11 septembre 2001).
- les tours Petronas à Kuala Lumpur (Malaisie).
- les tours Chassagne et Alicante à la Défense (France).
- les tours Marina City à Chicago.
- les Torres de Santa Cruz en Santa Cruz de Tenerife (Espagne).
- Twin Center à Casablanca (Maroc).
- la tour d'Incheon (en) (en construction).
- les tours Hermitage Plaza à la Défense (en construction).
- les tours jumelles de Vienne (en).
- Les tours Asinelli (97,2m) et Garisenda (48m) à Bologne en Italie, construites au XIIe siècle.